# Parc provincial des Pyramid Creek Falls
Le parc provincial des Pyramid Creek Falls est un parc provincial de la Colombie-Britannique, au Canada. Il est situé sur le côté Est de la partie nord de la rivière Thompson, entre les villes de Blue River (au Sud) et Valemount (au Nord).

## Chutes
Les chutes de Pyramid Creek tirent leur source de la fonte de glaciers en hauteur. Elles tombent en deux grands filets sur une hauteur d'environ 300 pieds, s'écoulent sous la voie ferrée et terminent leur course dans la North Thompson River. Le filet le plus large s'écoule près de la base d'une structure rocheuse en forme de pyramide, d'où le nom des chutes.